# Kubikfod per minut
Kubikfod per minut (CFM) er en ikke SI-enhed der bruges om gas strømning (primært om luftstrømning), CFM eller KFM på dansk, indikerer hvor mange kubikfod gas/luft, der passerer et stationært punk per minut. Eksempelvis hvor meget luft der kommer igennem en køler pr minut. Med andre ord måles der hvor stærk en luftstrøm der opstår af en eller anden form for enhed.
1 CFM er omtrentlig 0.471947443 liter per sekund (l/s) eller 1.6990107955 kubikmeter per time (m3/h).
Bruges oftest i den virkelige verden, når der omtales:
- Industriel hygiejne
- Ventilationsingeniørarbejde
- Luftkompressor og trykluft-værktøjer
- Computerkøling, især ved overclocking.

CFM-enheden var oprindelig brugt i ingeniørarbejde mht. karburatorer, og bliver stadig brugt, hvor disse karburatorer stadig er i brug, eksempelvis i gamle biler eller i hobbyfly.